# Università di Parigi
L'Università di Parigi, conosciuta anche come “la Sorbona" (riferendosi all'omonimo palazzo dove ha la sede storica), fu fondata nel 1170 circa. Fu riconosciuta dal re Filippo II di Francia nel 1200 e dal papa Innocenzo III nel 1215 (in particolare, dal suo legato pontificio Roberto di Courçon). Soppressa nel 1793 all'indomani della Rivoluzione francese, fu rifondata nel 1896.

## Descrizione
In seguito ai fatti del maggio 1968, l'università di Parigi fu divisa nel 1970 in 13 diverse università autonome, rimaste tali sino al 31 dicembre 2017:
- Université Paris I - Panthéon-Sorbonne
- Université Paris II - Panthéon-Assas
- Université Paris III - Sorbonne Nouvelle
- Université Paris IV - Paris-Sorbonne
- Université Paris V - René Descartes
- Université Paris VI - Pierre et Marie Curie
- Université Paris VII - Diderot
- Université Paris VIII - Vincennes poi Vincennes-Saint-Denis
- Université Paris IX - Paris-Dauphine
- Université Paris X - Nanterre poi Paris Ouest Nanterre La Défense
- Université Paris XI - Paris-Sud (inizialmente a Orsay)
- Université Paris XII - Paris-Val-de-Marne (Créteil) poi Paris-Est Créteil Val de Marne
- Université Paris XIII - Paris-Nord (Saint-Denis - Villetaneuse)

Dal 1º gennaio 2018, con la fusione dei due atenei Paris-Sorbonne e Università Pierre e Marie Curie, è stata istituita un'unica università denominata Sorbonne Université:
- Università Paris 1 Panthéon-Sorbonne
- Università Panthéon-Assas
- Università Sorbonne Nouvelle
- Sorbonne Université
- Université Paris Cité
- Paris VIII: Vincennes
- Università Paris IX - Dauphine PSL
- Université Paris - Nanterre
- Università di Parigi-Saclay (inizialmente a Orsay)
- Université Paris-Est Créteil Val-de-Marne (Créteil)
- Université Sorbonne-Paris-Nord (Saint-Denis - Villetaneuse)